# 楢葉町
楢葉町（ならはまち）は、福島県浜通りに位置し、双葉郡に属する町。

## 地理
福島県東部の浜通り地方のほぼ中央に位置し、太平洋に面しており、南はいわき市と接している。町域の約2割にあたる町域東部の海寄りの地域は平地で、中央部・西部は阿武隈高地の山地となっている。中央部に郭公山があり、山の南側（町中央部）には木戸川が、北側では井出川がそれぞれ西から東へ流れている。
町の北東端に東京電力福島第二原子力発電所の1 - 4号機（2019年に電気事業法上廃止）が立地する。全号機が町内にあるが、福島第二原子力発電所の敷地は北隣の富岡町にもまたがっている。
富岡町の北にある大熊町・双葉町には福島第一原子力発電所が立地しており、当町の町域は福島第一原子力発電所から概ね20km前後の場所に位置している。2011年3月11日に福島第一原子力発電所事故の影響により、町域の大半（居住者のいる場所の全域）が警戒区域に指定されたが、2012年8月10日に避難指示解除準備区域（立入可、宿泊不可）となったのち、2015年9月5日に避難指示が解除された。

### 人口
| 楢葉町（に相当する地域）の人口の推移 \| 1970年（昭和45年） \| 8,215人 \| \| \| 1975年（昭和50年） \| 7,884人 \| \| \| 1980年（昭和55年） \| 8,366人 \| \| \| 1985年（昭和60年） \| 8,422人 \| \| \| 1990年（平成2年） \| 8,322人 \| \| \| 1995年（平成7年） \| 8,476人 \| \| \| 2000年（平成12年） \| 8,380人 \| \| \| 2005年（平成17年） \| 8,188人 \| \| \| 2010年（平成22年） \| 7,700人 \| \| \| 2015年（平成27年） \| 975人 \| \| \| 2020年（令和2年） \| 3,710人 \| \| |         |  |
| 総務省統計局 国勢調査より |         |  |
| 1970年（昭和45年） | 8,215人 |  |
| 1975年（昭和50年） | 7,884人 |  |
| 1980年（昭和55年） | 8,366人 |  |
| 1985年（昭和60年） | 8,422人 |  |
| 1990年（平成2年） | 8,322人 |  |
| 1995年（平成7年） | 8,476人 |  |
| 2000年（平成12年） | 8,380人 |  |
| 2005年（平成17年） | 8,188人 |  |
| 2010年（平成22年） | 7,700人 |  |
| 2015年（平成27年） | 975人   |  |
| 2020年（令和2年） | 3,710人 |  |

## 歴史
- 北向遺跡、天神原遺跡の発掘調査により、先土器時代（8000～13000年前）から人が住んでいたとされる[3]。
- 7世紀には大和朝廷支配下にあり、『和名類聚抄』に楢葉郷、白田郷が登場、現在の広野町から大熊町あたりまでが楢葉郷と呼ばれていたらしく、平安末期になって石城郡から独立して楢葉郡ができ、楢葉町はその中心地域だった[3]。
- 平安末期に浜通りを領有した岩城氏の一族楢葉太郎隆祐（たかすけ）が楢葉郡を支配し、以降300年楢葉一族が支配する[3]。
- 天正18年（1590年）、豊臣秀吉の天下統一による奥州仕置の結果、楢葉郡は岩城領内におかれたが、慶長5年（1600年）の関ヶ原の戦いで岩城貞隆が石田方（西軍）に与したため領地が没収され、のちに亀田藩（秋田県）に転封[4]。
- 江戸時代は幕府直轄の天領、私領と変遷支配が続いた[4]。
- 江戸末期1868年の戊辰戦争では戦地となり、1869年（明治2年）の版籍奉還により、白河県、平県、磐前県と管轄が変わったのち、1876年（明治9年）に福島県に組み込まれる[5]。
- 1889年（明治22年）の町村制施行によって複数の小村が合併して、木戸村、滝田村が成立。明治中期に木戸駅、竜田駅の開設により、石炭、粘土の採掘、富岡営林署の官行事業、民間の木炭生産、木戸川発電所の運転など農林鉱産物の輸送で発展するが、戦争、農村恐慌などに襲われる[5]。
- 1956年（昭和31年） - 木戸村、竜田村が合併し、楢葉町誕生。
- 1971年（昭和46年）に東京電力福島第2原子力発電所の建設基地に決まり、交付金事業によってエネルギー都市として歩みはじめる[5]。
- 2011年（平成23年）3月11日 - 東日本大震災が発生。楢葉町で震度6強を観測。地震に伴う津波による福島第一原子力発電所事故の影響で町の大部分が半径20km以内の警戒区域に指定され、区域内の立ち入りが出来なくなる。役場機能は会津美里町・いわき市に移転。
- 2012年（平成24年）8月10日 - 警戒区域が避難指示解除準備区域に再編される。
- 2013年（平成25年） - 楢葉町沖合で福島洋上風力コンソーシアムが運営する浮体式洋上風力発電施設の実証試験が始まる[6]。
- 2014年（平成26年）6月2日 - 業務の一部を町内の町役場で再開[7]。
- 2015年（平成27年）
  - 4月6日 - 準備宿泊を開始[8]。
  - 9月5日 - 避難指示解除準備区域を解除[9]。避難指示解除[10]。

## 行政

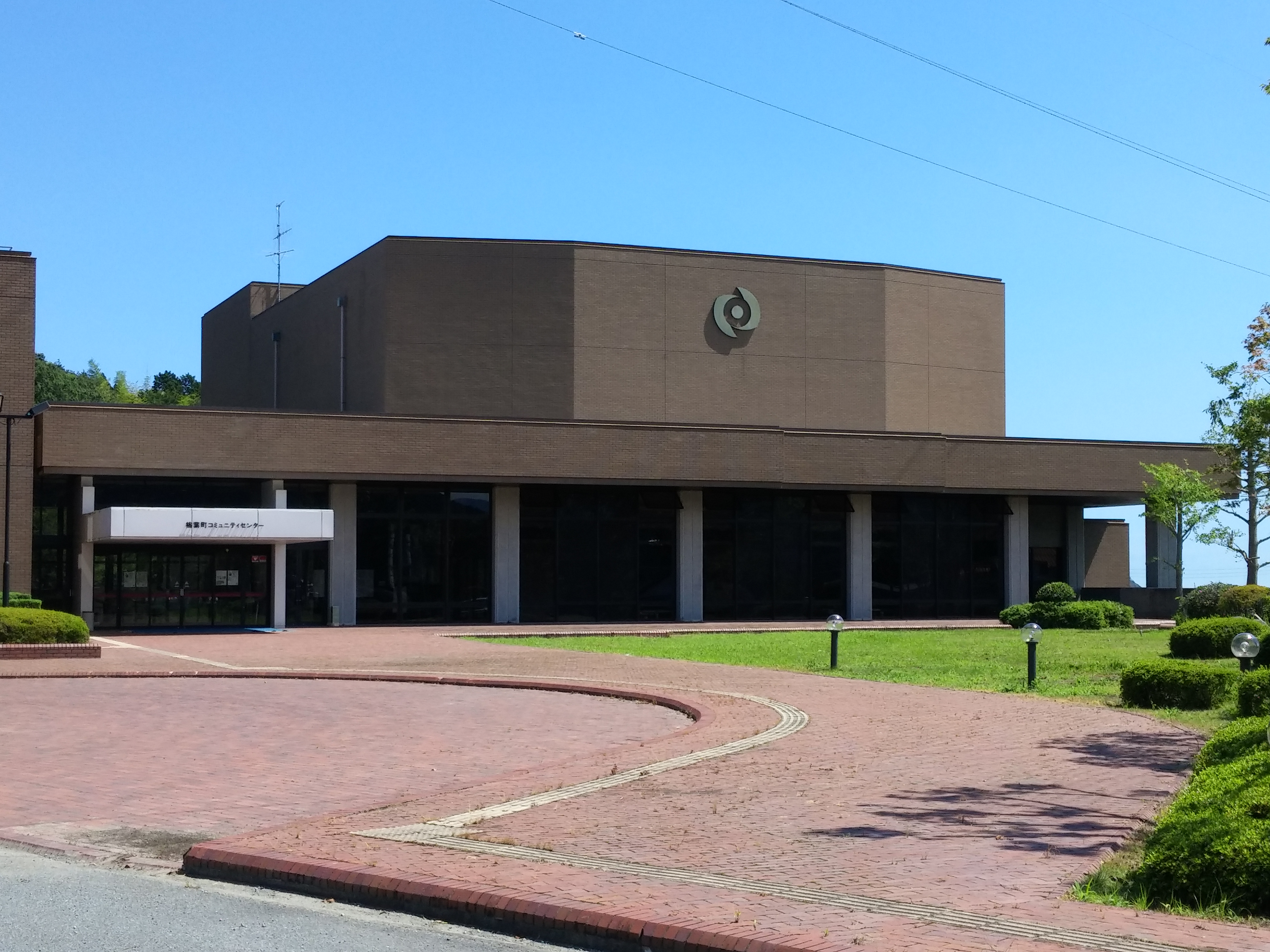
楢葉町コミュニティーセンター（2016年8月25日）

- 町長 - 松本幸英（2012年4月30日就任 4期目[11]）

福島第一原子力発電所事故により会津美里町やいわき市に移転していた町役場は2014年6月2日に業務を再開した。会津美里町には会津美里出張所を、いわき市にはいわき明星大学内にいわき出張所を、いわき市中心部にいわき出張所谷川瀬分室を設置していたが、2018年3月30日に会津美里出張所及びいわき出張所は閉鎖された。

## 警察・消防
- 双葉警察署楢葉駐在所
- 双葉地方広域市町村圏組合消防本部富岡消防署楢葉分署

## 教育

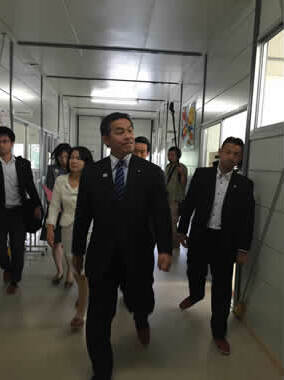
福島県いわき市に設置された楢葉町立楢葉南小学校、楢葉北小学校、楢葉中学校の仮設校舎を視察する文部科学大臣馳浩（中央）と文部科学大臣政務官豊田真由子（左）ら（2016年7月14日）

### 中学校
- 楢葉町立楢葉中学校

### 小学校
- 楢葉町立楢葉小学校

### 認定こども園
- 楢葉町立あおぞらこども園

### 震災後の仮校舎
震災後の2012年4月に、楢葉中学校、楢葉北小学校、楢葉南小学校は、いわき市内にある工業団地内の事業所に仮校舎を設けて授業を再開した。そして2013年1月に、いわき明星大学敷地内に仮校舎を設置し、移転した。同時にあおぞらこども園の仮校舎を設置し、再開園した。2017年4月に、楢葉中学校、楢葉北小学校、楢葉南小学校は、楢葉中学校の新校舎に、あおぞらこども園は、楢葉町内に移転した。2022年4月、楢葉北小学校と楢葉南小学校は、統合により廃校となり、新設統合校である楢葉小学校は、楢葉南小学校の旧校地にて開校した。

## 交通

### 鉄道路線
- 東日本旅客鉄道（JR東日本）
  - 常磐線

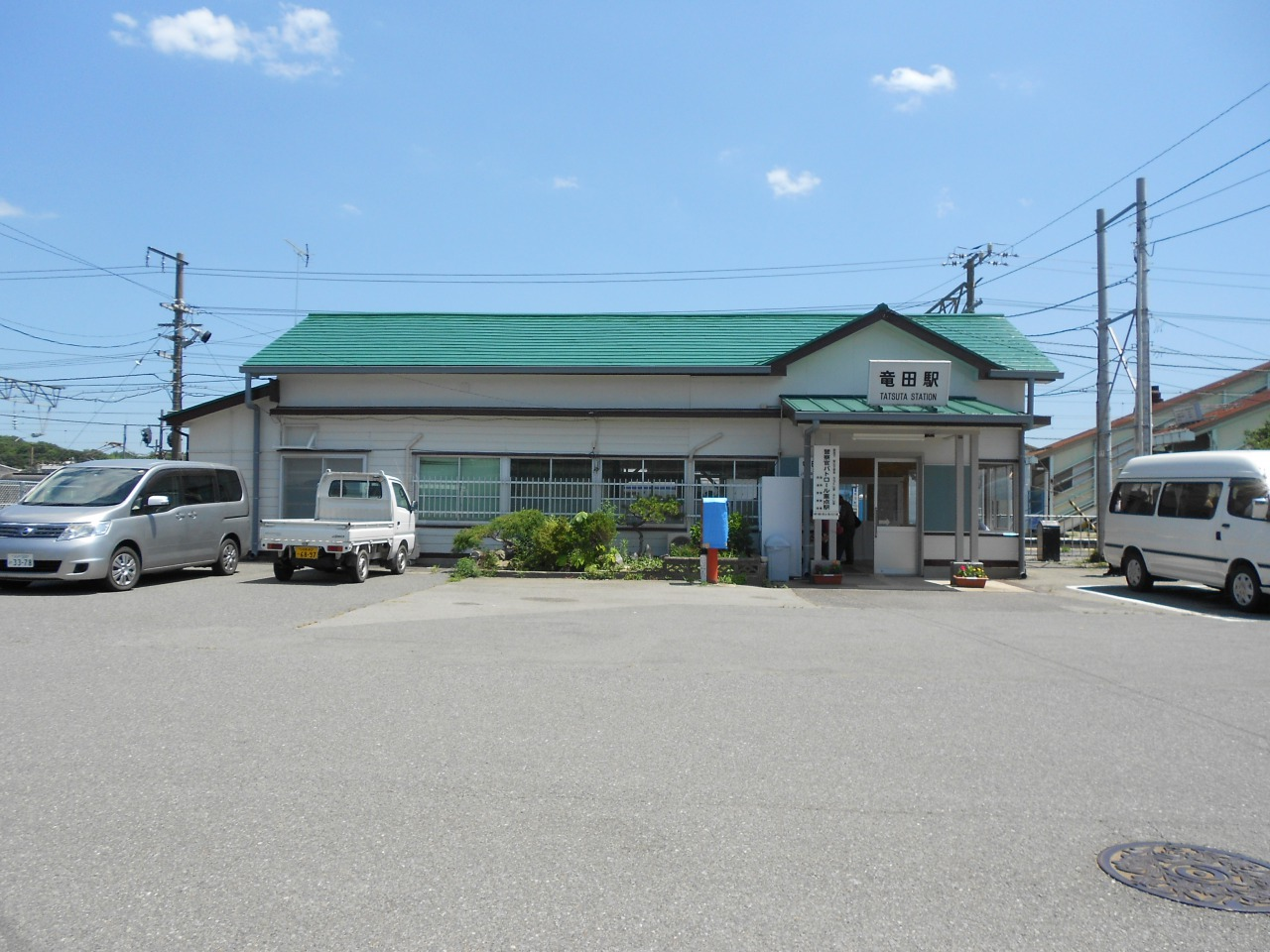
JR常磐線再開通後の竜田駅（2014年8月5日）

    - Jヴィレッジ駅 - 木戸駅 - 竜田駅

### 路線バス等
- 新常磐交通 - いわき市と富岡町を広野町・楢葉町経由で結ぶいわき～富岡線を2015年4月1日より運行している。町内では楢葉町役場と道の駅ならはに停車する。日祝日運休。
  - いわき駅前 - 東一丁目 - 久之浜駐在所 - 広野町役場入口 - 道の駅ならは - 楢葉町役場 - さくらモール診療所前 - 富岡駅前
- 町内お買いものバス - 町中心部の「ここなら笑店街」と町内各地を結ぶ無料バスを4路線運行している。各路線とも毎週1往復の運行。
- 高速バス - 以下の2路線のうち各1往復のみ楢葉町内に停車する（いずれも新常磐交通が運行）。
  - 仙台 - いわき線（愛称名なし）：仙台駅東口 - Jヴィレッジ
  - いわき号：東京駅 - Jヴィレッジ・道の駅ならは

震災前までは町が運行する楢葉町民バスがあったが、震災以降運休中。広野町が運行する広野町民バスも震災前までは町内に乗り入れていたが、震災以降、町内に乗り入れる路線は運行されていない。

### 道路
- 高速道路

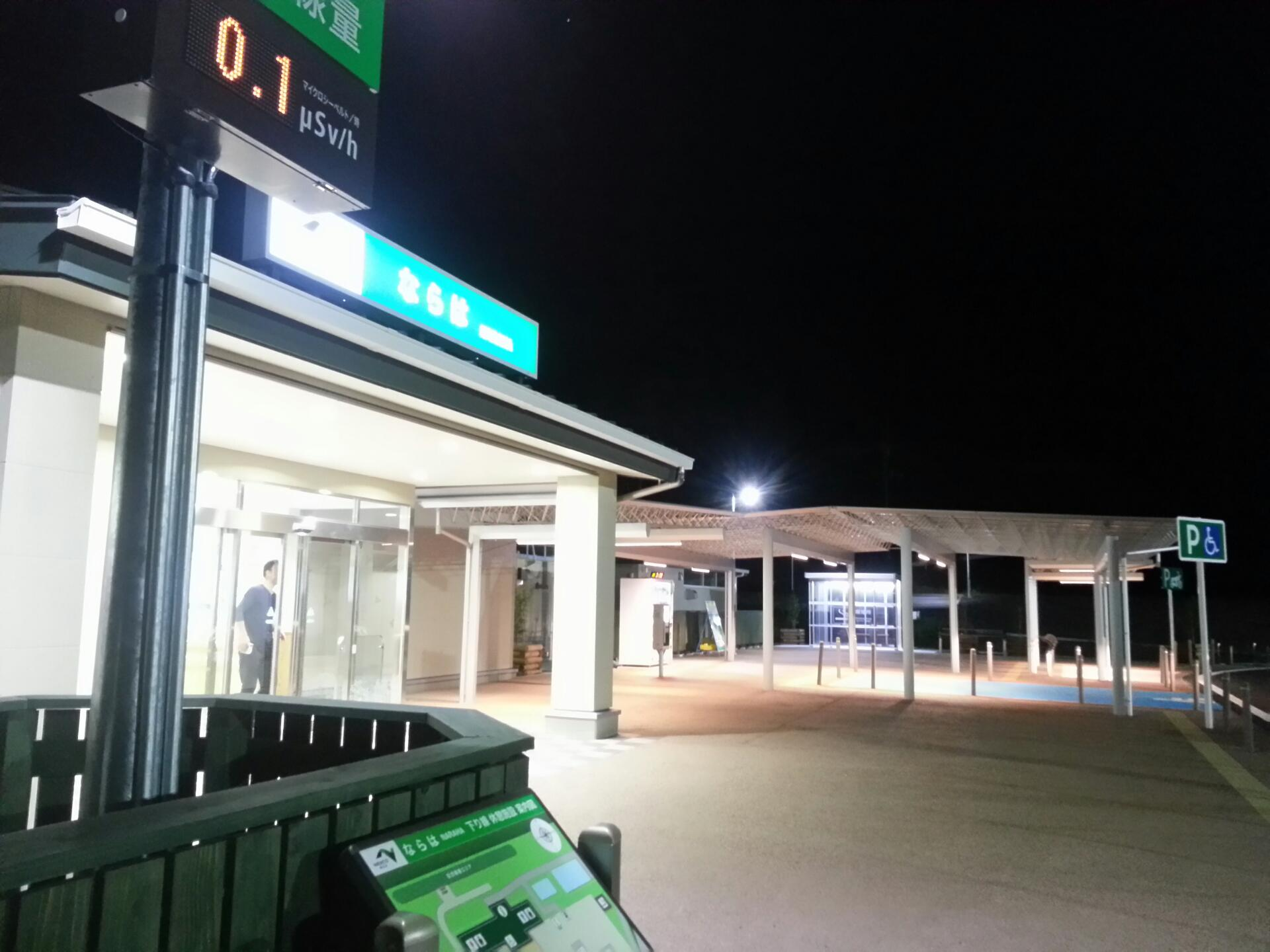
ならはパーキングエリア（2015年9月5日）

  - 常磐自動車道 - ならはPA（スマートICを併設。）
- 一般国道
  - 国道6号
    - 北方面 -富岡・大熊・双葉・浪江・南相馬・相馬・仙台
    - 南方面 - 広野・いわき・北茨城・高萩・日立・ひたちなか・水戸・石岡・土浦・東京
- 主要地方道
  - 福島県道35号いわき浪江線
- 一般県道
  - 福島県道162号木戸停車場線
  - 福島県道244号小塙上郡山線
  - 福島県道250号下川内竜田停車場線
  - 福島県道391号広野小高線

## 名所・旧跡・観光スポット・祭事・催事
- Jヴィレッジ - 日本のサッカー・ナショナルトレーニングセンター。
  - マミーすいとん
- 楢葉町コミュニティセンター
- 道の駅ならは
- ならは羽黒山温泉
- 天神岬温泉

## 出身・関連著名人

### 出身著名人
- 赤間謙（プロ野球選手）
- 永山久夫（料理研究家・食文化史研究家）楢葉町名誉町民

### 関連著名人
- 金田利雄（新鶴村長、福島協和信用組合理事長）  - 1996年8月新鶴村は楢葉町と姉妹都市締結。

## 姉妹都市・友好都市

### 姉妹都市
- 福島県会津美里町 - 2006年2月21日姉妹都市及び災害時相互応援協定締結（1996年8月に旧新鶴村と姉妹都市締結）。[17]
- ユークリッド市（米国オハイオ州） - 1993年5月締結。

### 友好都市
- 長崎県壱岐市 - 2019年8月11日締結[18]。
- 五常市（中国） - 1992年2月締結。